# Vincent Eri
Sir Vincent Serei Eri (n. 12 septembrie, 1936 în Moveave, Gulf Province, Papua Noua Guinee — d. 25 mai, 1993 în Port Moresby) a fost Gurvernatorul General al Papua Noii Guineei și scriitor, autorul romanului „Crocodilul”.